# Equació integral de Fredholm
En matemàtiques, l'equació integral de Fredholm és una equació integral la solució de la qual dona lloc a la teoria de Fredholm, l'estudi dels nuclis de Fredholm i els operadors de Fredholm. L'equació integral va ser estudiada pel matemàtic suec Erik Ivar Fredholm (1866-1927). Un mètode útil per resoldre aquestes equacions, el mètode de descomposició d'Adomian, es deu al matemàtic George Adomian (1922-1996).

## Equació de primer tipus
Una equació de Fredholm és una equació integral en la qual el terme que conté la funció del nucli (definida a continuació) que té constants com a límits d'integració. Una forma molt relacionada és l'equació integral de Volterra que té límits integrals variables.
Una equació de Fredholm no-homogènia del primer tipus s'escriu com:
| {\displaystyle g(t)=\int _{a}^{b}K(t,s)f(s)\,\mathrm {d} s~,} |
i el problema és, donada la funció del nucli continu {\displaystyle K} i la funció {\displaystyle g}, s'ha de trobar la funció {\displaystyle f}.
Un cas important d'aquest tipus d'equacions és el cas quan el nucli només és una funció de la diferència dels seus arguments, {\displaystyle K(t,s)=K(t{-}s)}, i els límits de la integració són ±∞, llavors el costat dret de l'equació es pot reescriure com a convolució de les funcions {\displaystyle K} i {\displaystyle f} i, per tant, formalment, la solució ve donada per
{\displaystyle f(s)={\mathcal {F}}_{\omega }^{-1}\left[{{\mathcal {F}}_{t}[g(t)](\omega ) \over {\mathcal {F}}_{t}[K(t)](\omega )}\right]=\int _{-\infty }^{\infty }{{\mathcal {F}}_{t}[g(t)](\omega ) \over {\mathcal {F}}_{t}[K(t)](\omega )}e^{2\pi i\omega s}\mathrm {d} \omega }
on {\displaystyle {\mathcal {F}}_{t}} id {\displaystyle {\mathcal {F}}_{\omega }^{-1}} són les transformades de Fourier directes i inverses, respectivament. Aquest cas normalment no s'inclouria sota el paraigua de les equacions integrals de Fredholm, un nom que sol estar reservat quan l'operador integral defineix un operador compacte (els operadors de convolució de grups no compactes no són compactes, ja que, en general, l'espectre de l'operador de convolució amb {\displaystyle K} conté lel rang de {\displaystyle {\mathcal {F}}{K}},que sol ser un conjunt no comptable, mentre que els operadors compactes tenen espectres comptables discrets).

## Equació de segon tipus
Una equació de Fredholm no-homogènia del segon tipus s'escriu com:
| {\displaystyle \varphi (t)=f(t)+\lambda \int _{a}^{b}K(t,s)\varphi (s)\,\mathrm {d} s.} |
Tenint en compte el nucli K(t,s), i la funció f(t), el problema és normalment trobar la funció φ(t).
Un enfocament estàndard per resoldre això és utilitzar la iteració, que suposa la resolvent; escrita com una sèrie, la solució es coneix com les sèries de Liouville-Neumann.

## Teoria general
La teoria general subjacent a les equacions de Fredholm és coneguda com a teoria de Fredholm. Un dels principals resultats és que el nucli K produeix un operador compacte. Es pot demostrar una compactació invocant l'equicontinuïtat. Com a operador, té una teoria espectral que es pot entendre en termes d'un espectre discret de valors propis que tendeixen a 0.

## Aplicacions
Les equacions de Fredholm sorgeixen de manera natural en la teoria del processament de senyals, per exemple, com el famós problema de concentració espectral popularitzat pel matemàtic estatunidenc David Slepian (1923-2007). Els operadors implicats són els mateixos que els filtres lineals.
També solen aparèixer en modelats lineals i problemes inversos.
En física, la solució d'aquestes equacions integrals permet relacionar espectres experimentals amb diverses distribucions subjacents, per exemple, la distribució de la massa de polímers en una fosa polimèrica, o la distribució de temps de relaxació en el sistema.